# Ceutorhynchus minutus
Ceutorhynchus minutus é uma espécie de insetos coleópteros polífagos pertencente à família Curculionidae.
A autoridade científica da espécie é Reich, tendo sido descrita no ano de 1797.
Trata-se de uma espécie presente no território português.